# ایوو یاناکیف
ایوو یاناکیف (بلغاری: Иво Янакиев؛ زادهٔ ۱۲ اکتبر ۱۹۷۵) قایقران روئینگ اهل بلغارستان است.